# Televisione digitale terrestre in Francia
La televisione digitale terrestre in Francia è ufficialmente partita – dopo un breve periodo di sperimentazione – in Francia metropolitana il 31 marzo 2005, mentre i canali locali e regionali sono diffusi dal 13 settembre 2007; nella Francia d'oltremare il servizio è partito il 30 novembre 2010; lo spegimento delle trasmissioni in analogico è avvenuto tra il 2009 e il 2011, concludendosi il 29 novembre 2011.
In Francia il servizio è disponibile secondo lo standard DVB-T:
- MPEG-2 per la risoluzione d'immagine standard (576i), disponibile dal debutto della TNT fino al 5 aprile 2016;
- H.264 (anche chiamato MPEG-4 AVC) per l'alta definizione (1080i), disponibile dal 30 ottobre 2008.

Dal 5 aprile 2016 la trasmissione avviene unicamente in alta definizione H.264 (MPEG-4 AVC).
Intorno al 2020 ci sarà il passaggio verso gli standard DVB-T2 e H.265 (MPEG-4 HEVC).

## Descrizione

### Ricezione
Per visualizzare la televisione digitale terrestre in Francia è sufficiente dotarsi di un dispositivo (televisore con ricevitore TDT integrato o con ricevitore TDT esterno) in grado di ricevere e decodificare il segnale collegato ad un'antenna televisiva. A partire dal 2005, l'EICTA (rinominata DigitalEurope nel marzo 2009) ha previsto una serie di definizioni e loghi ufficiali per standardizzare i requisiti per l'alta definizione:
- HD ready: dispositivi display in grado di accettare, processare e visualizzare segnali in alta definizione 720p e 1080i;
- HD TV: ricevitori televisivi in grado di ricevere e decodificare segnali in alta definizione 720p e 1080i;
- HD ready 1080p: dispositivi display in grado di accettare, processare e visualizzare segnali in alta definizione 720p, 1080i e anche 1080p;
- HD TV 1080p: ricevitori televisivi in grado di ricevere e decodificare segnali in alta definizione 720p, 1080i e anche 1080p;
- Ultra HD: dispositivi display in grado di visualizzare segnali in ultra alta definizione di 3840 × 2160 pixel.

Allo scopo di evitare confusione nei consumatori a causa delle etichette commerciali utilizzate nella vendita dei televisori – in particolare le diciture HD ready e Full HD – la legge 2007-309 del 5 marzo 2007 (articolo 19) stabilisce, nella versione iniziale, che «a partire dal 1º dicembre 2008 tutti i televisori devono permettere la ricezione di tutti i canali gratuiti della televisione digitale terrestre [...] solo gli adattatori che permettono di ricevere la televisione digitale terrestre in alta definizione possono portare l'etichetta HD ready» e che, nella versione attuale così come modificata dalla legge 2011-525 del 17 maggio 2011 (articolo 143), «a partire dal 1º dicembre 2012 tutti i televisori e gli adattatori, che permettono la ricezione di servizi di televisione digitale terrestre, devono permettere la ricezione di tutti i canali gratuiti della televisione digitale terrestre, in alta definizione e in definizione standard [...] solo gli adattatori che permettono di ricevere la televisione digitale terrestre in alta definizione possono portare l'etichetta HD ready».
I canali televisivi della TNT sono disponibili anche attraverso altre piattaforme televisive:
- via satellite (standard DVB-S) attraverso le offerte degli operatori Bis Tél, Canalsat, Fransat[4] e TNTSAT[4]
- via cavo (standard DVB-C: coassiale o HFC)
- e via internet (in xDSL o tramite fibra ottica) attraverso offerte «triple play»[5] – telefonia fissa, internet ad alta velocità e televisione – attraverso set-top box Home Access Gateway, commercializzate dai principali operatori telefonici (Orange, SFR, Bouygues, Free) o da altri internet service providers.

A Parigi, ad esempio, è possibile vedere (in chiaro e gratuitamente) nella TNT via l'antenna televisiva 35 canali televisivi:
- le 26 LCN[6] della TNT nazionale, che corrispondono a 27 canali televisivi (2 canali condividono lo stesso LCN 13);
- le 4 LCN (30, 31, 32, 33 e 34) della TNT locale, che corrispondono a 8 canali televisivi (4 canali condividono lo stesso LCN 31).

### Offerta
Secondo il CSA, al 1º febbraio 2017, si contano 94 emittenti di tutti i generi in Francia nella TNT:

#### Francia metropolitana
- 32 canali nazionali in Métropole raggruppati in sei multiplex (R1, R2, R3, R4, R6 e R7):
  - 8 canali nazionali pubblici gratuiti (France 2, France 3[9], France 4, France 5, France Info, La Chaîne parlementaire[10] (LCP-Assemblée nationale e Public Sénat) e Arte)
  - 18 canali nazionali privati gratuiti (TF1, M6, C8, W9, TMC, TFX, NRJ 12, BFM TV, CNews, CStar, Gulli, TF1 Séries Films, L'Équipe, 6ter, RMC Story, RMC Découverte, Chérie 25 e LCI)
  - 5 canali nazionali a pagamento (Canal+[11], Canal+Cinéma, Canal+Sport, Planète+ e Paris Première)
- 43 canali locali o regionali in Métropole (o 46, se si considerano anche France 24, Mirabelle TV Nancy e Via Stella)

L'elenco delle emittenti fissato dal CSA divide i canali nel modo seguente:
- Emittenti nazionali in chiaro e Paris Premiere: LCN da 1 a 29
- Emittenti locali: LCN da 30 a 39
- Emittenti a pagamento: LCN da 40 a 49

#### Francia d'oltremare
- 26 canali per i territori d'oltremare7 canali nazionali pubblici gratuiti (France 2, France 3[9], France 4, France 5, Culturebox, France 24 e Arte)
  - 1 canale locale pubblico gratuito (La 1ère[13])
  - 18 canali locali privati gratuiti (vedi paragrafo Francia d'oltremare)

Nei territori d'oltremare l'ordine è il seguente:
- la LCN 1 è attribuita in maniera fissa al canale locale del network La 1ère[13], ad esempio: Guyane La 1ère nella Guyana francese, Guadeloupe La 1ère a Guadalupa, ecc.;
- le LCN seguenti (due al massimo) sono attribuite ad altri canali locali (se presenti);
- i canali del gruppo France Télévisions sono subito dopo i canali locali in un blocco unico da France 2 a France Ô, seguiti da France 24 e Arte;
- ulteriori e futuri canali potranno prendere le LCN seguenti.

## Emittenti televisive

### France métropolitaine

#### Nazionali in chiaro
| LCN | Nome                    | Editore                  | Multiplex    | Inizio trasmissioni | Note |
| --- | ----------------------- | ------------------------ | ------------ | ------------------- | --- |
| 1   | TF1                     | Groupe TF1               | R6 - SMR6    | 31 marzo 2005       | |
| 2   | France 2                | France Télévisions       | R1 - SGR1    | 31 marzo 2005       | |
| 3   | France 3                | France Télévisions       | R1 - SGR1    | 31 marzo 2005       | |
| 4   | France 4                | France Télévisions       | R1 - SGR1    | 31 marzo 2005       | |
| 5   | France 5                | France Télévisions       | R4 - Multi 4 | 31 marzo 2005       | |
| 6   | M6                      | Groupe M6                | R4 - Multi 4 | 31 marzo 2005       | |
| 7   | arte                    | Groupe Arte              | R4 - Multi 4 | 31 marzo 2005       | |
| 8   | La Chaîne parlementaire | Parlamento francese      | R6 - SMR6    | 31 marzo 2005       | |
| 9   | W9                      | Groupe M6                | R4 - Multi 4 | 31 marzo 2005       | |
| 10  | TMC                     | Groupe TF1               | R6 - SMR6    | 31 marzo 2005       | |
| 11  | TFX                     | Groupe TF1               | R6 - SMR6    | 31 marzo 2005       | NT1 dal 31 marzo 2005 al 30 gennaio 2018 e rinominato TFX dal 30 gennaio 2018. |
| 12  | Gulli                   | Lagardère Active         | R2 - NTN     | 31 marzo 2005       | |
| 13  | BFM TV                  | NextRadioTV              | R2 - NTN     | 31 marzo 2005       | |
| 14  | CNews                   | Groupe Canal+            | R2 - NTN     | 31 marzo 2005       | |
| 15  | LCI                     | Groupe TF1               | R6 - SMR6    | 5 aprile 2016       | |
| 16  | France Info             | France Télévisions       | R1 - SGR1    | 1º settembre 2016   | |
| 17  | CStar                   | Groupe Canal+            | R2 - NTN     | 17 ottobre 2005     | Europe 2 TV dal 17 ottobre 2005 al 31 dicembre 2007. Virgin 17 dal 1º gennaio 2008 al 31 agosto 2010. Direct Star dal 1º settembre 2010 al 7 ottobre 2012. D17 dal 7 ottobre 2012 al 5 settembre 2016 e rinominato CStar dal 5 settembre 2016. |
| 18  | T18                     | Czech Media Invest       | R2 - NTN     | 6 giugno 2025       | |
| 19  | NOVO19                  | Groupe SIPA Ouest-France | R2 - NTN     | 1º settembre 2025   | |
| 20  | TF1 Séries Films        | Groupe TF1               | R7 - MHD7    | 12 dicembre 2012    | |
| 21  | L'Équipe                | Groupe Amaury            | R7 - MHD7    | 12 dicembre 2012    | |
| 22  | 6ter                    | Groupe M6                | R4 - Multi 4 | 12 dicembre 2012    | |
| 23  | RMC Story               | NextRadioTV              | R7 - MHD7    | 12 dicembre 2012    | Dal 12 dicembre 2012 al 3 settembre 2018 era conosciuto come Numéro 23. |
| 24  | RMC Découverte          | NextRadioTV              | R7 - MHD7    | 12 dicembre 2012    | |
| 25  | Chérie 25               | NRJ Group                | R7 - MHD7    | 12 dicembre 2012    | |

#### Nazionali a pagamento
| LCN | Nome           | Editore       | Mux      | Inizio trasmissioni | Note            |
| --- | -------------- | ------------- | -------- | ------------------- | --------------- |
| 26  | Paris Première | Groupe M6     | R3 - CNH | 21 novembre 2005    | Spazi in chiaro |
| 42  | Canal+ Sport   | Groupe Canal+ | R3 - CNH | 21 novembre 2005    | Spazi in chiaro |
| 43  | Canal+ Cinéma  | Groupe Canal+ | R3 - CNH | 21 novembre 2005    |                 |
| 45  | Planète+       | Groupe Canal+ | R3 - CNH | 21 novembre 2005    |                 |

#### Locali in chiaro
| LCN | Nome                                   | Zona di diffusione                     | Inizio trasmissioni | Multiplex    |
| --- | -------------------------------------- | -------------------------------------- | ------------------- | ------------ |
| 30  | Alsace20                               | Alsazia                                | 2 febbraio 2013     | R1 - SGR1    |
| 30  | Angers Télé                            | Maine e Loira                          | 21 febbraio 2013    | R1 - SGR1    |
| 30  | BFM Paris                              | Île-de-France                          | 7 novembre 2016     | R1 - SGR1    |
| 30  | Télé Paese                             | Corsica                                | 3 novembre 2006     | R15          |
| 30  | TLM                                    | Lione                                  | settembre 2007      | R1 - SGR1    |
| 30  | TVPI                                   | Pirenei Atlantici, Landes              | 2009                | R1 - SGR1    |
| 30  | Wéo                                    | Nord-Passo di Calais                   | 17 aprile 2009      | R1 - SGR1    |
| 31  | 8 Mont-Blanc                           | Savoia, Alta Savoia, Ain               | 17 settembre 2007   | R15          |
| 31  | Azur TV                                | Alpi Marittime                         | 1º settembre 2013   | R1 - SGR1    |
| 31  | BDM TV Cinaps TV Demain IDF Télé Bocal | Île-de-France                          | 20 marzo 2008       | L8 - Multi 7 |
| 31  | D!CI TV                                | Alpes du Sud                           | ottobre 2013        | L8 - Multi 7 |
| 31  | Grand Lille TV                         | Lilla                                  | 8 ottobre 2009      | R15          |
| 31  | Tébéo                                  | Finistère, Côtes-d'Armor, Morbihan     | 30 novembre 2009    | R1 - SGR1    |
| 31  | Télénantes                             | Loira Atlantica                        | 13 settembre 2007   | R1 - SGR1    |
| 31  | TL7                                    | Loira                                  | 1º dicembre 2008    | R1 - SGR1    |
| 31  | ViàOccitanie Montpellier               | Hérault                                | 21 maggio 2007      | R1 - SGR1    |
| 31  | ViàOccitanie Toulouse                  | Alta Garonna                           | 28 settembre 2017   | R1 - SGR1    |
| 31  | Vosges Télévision                      | Vosgi                                  | 22 maggio 2009      | R1 - SGR1    |
| 32  | Canal 32                               | Aube                                   | 13 ottobre 2007     | R15          |
| 32  | Grand Littoral TV                      | Côte d'Opale                           | 31 marzo 2017       | R1 - SGR1    |
| 32  | IDF1                                   | Île-de-France                          |                     | L8 - Multi 7 |
| 33  | France 3 Corse ViaStella               | Corsica                                | 30 ottobre 2007     |              |
| 33  | France 24                              | Île-de-France                          | 23 settembre 2014   | L8 - Multi 7 |
| 33  | La Chaîne normande                     | Normandia                              | 14 ottobre 2011     | R1 - SGR1    |
| 33  | LDVTV                                  | Monistrol-sur-Loire                    | 1º 2006             | R15          |
| 33  | LM TV - Sarthe                         | Sarthe                                 | 13 settembre 2007   | R1 - SGR1    |
| 33  | Mirabelle TV                           | Mosella                                | 10 giugno 2010      | R1 - SGR1    |
| 33  | TébéSud                                | Morbihan                               | luglio 2009         | R1 - SGR1    |
| 33  | TLC                                    | Maine e Loira, Loira Atlantica, Vandea | 2010                | L8 - TVO     |
| 33  | ViàOccitanie Pays Gardois              | Gard                                   | 2007                | R1 - SGR1    |
| 33  | TV7 Bordeaux                           | Gironda                                | 2007                | R1 - SGR1    |
| 33  | ViàOccitanie Pays Catalan              | Pirenei Orientali                      | 25 luglio 2014      | R1 - SGR1    |
| 34  | MATÉLÉ                                 | Aisne                                  | 17 marzo 2013       | R1 - SGR1    |
| 34  | ViàGrandParis                          | Île-de-France                          | 29 settembre 2017   | L8 - Multi 7 |
| 34  | TV Vendée                              | Vandea                                 | 18 maggio 2010      | L8 - TVO     |
| 35  | TVR                                    | Bretagna                               | 8 giugno 2010       | R1 - SGR1    |
| 35  | Wéo Picardie                           | Piccardia                              | 6 marzo 2017        | R1 - SGR1    |
| 36  | Bip-tv                                 | Indre, Cher                            | 25 gennaio 2008     | R1 - SGR1    |
| 37  | TV Tours Val de Loire                  | Indre e Loira, Loir-et-Cher            | 24 marzo 2006       | R1 - SGR1    |
| 38  | téléGrenoble Isère                     | Isère                                  | 20 ottobre 2005     | R1 - SGR1    |

### Francia d'oltremare
| Zona di diffusione      | LCN | Canale                           | Inizio trasmissioni | Multiplex |
| ----------------------- | --- | -------------------------------- | ------------------- | --------- |
| Guadalupa               | 1   | Guadeloupe La 1ère               | 1º gennaio 2018     | ROM 1     |
| Guadalupa               | 3   | Canal 10                         | 30 novembre 2010    | ROM 1     |
| Guadalupa               | 11  | Éclair Télévision                | 4 dicembre 2012     | ROM L     |
| Guadalupa               | 12  | Alizés Télévision                | 27 gennaio 2015     | ROM L     |
| Guyana francese         | 1   | Guyane La 1ère                   | 1º gennaio 2018     | ROM 1     |
| Guyana francese         | 10  | KTV                              | 24 aprile 2013      | ROM 1     |
| Martinique              | 1   | Martinique La 1ère               | 1º gennaio 2018     | ROM 1     |
| Martinique              | 2   | ViàATV                           | 11 ottobre 2018     | ROM 1     |
| Martinique              | 3   | KMT                              | 30 novembre 2010    | ROM 1     |
| Mayotte                 | 1   | Mayotte La 1ère                  | 1º gennaio 2018     | ROM 1     |
| Mayotte                 | 9   | Kwezi TV                         | 28 marzo 2012       | ROM 1     |
| Mayotte                 | 10  | Télémante                        | ?                   | ROM 1     |
| Nuova Caledonia         | 1   | Nouvelle-Calédonie La 1ère       | 1º gennaio 2018     | ROM 1     |
| Nuova Caledonia         | 9   | NC9                              | ?                   | ROM 1     |
| Nuova Caledonia         | 10  | Caledonia                        | 4 maggio 2017       | ROM 1     |
| Polinesia francese      | 1   | Polynésie La 1ère                | 1º gennaio 2018     | ROM 1     |
| Polinesia francese      | 2   | TNTV                             | 30 novembre 2010    | ROM 1     |
| La Riunione             | 1   | Réunion La 1ère                  | 1º gennaio 2018     | ROM 1     |
| La Riunione             | 2   | Antenne Réunion                  | 30 novembre 2010    | ROM 1     |
| Saint-Barthélemy        | 1   | Guadeloupe La 1ère               | 1º gennaio 2018     | ROM 1     |
| Saint-Martin            | 1   | Guadeloupe La 1ère               | 1º gennaio 2018     | ROM 1     |
| Saint-Martin            | 10  | Io TV                            | 16 aprile 2012      | ROM 1     |
| Saint-Pierre e Miquelon | 1   | Saint-Pierre-et-Miquelon La 1ère | 1º gennaio 2018     | ROM 1     |
| Wallis e Futuna         | 1   | Wallis-et-Futuna La 1ère         | 1º gennaio 2018     | ROM 1     |

### Zone frontaliere
Nelle zone frontaliere è possibile ricevere i canali (nazionali e locali) della TDT dell'altro paese e viceversa.

#### Andorra
- Ad Andorra, insieme al canale locale Andorra Televisió (di RTVA)

#### Principato di Monaco
- A Monaco, insieme al canale d'informazione locale Monaco Info

#### Regno Unito
- Nella zona costiera ovest del dipartimento della Manica
- Nella zona costiera nord del Nord-Pas-de-Calais

#### Belgio
- Nella zona frontaliera est del Nord-Pas-de-Calais
- Nella zona frontaliera est della Piccardia
- Nella zona frontaliera nord della Champagne-Ardenne
- Nella zona frontaliera nord della Lorena

#### Lussemburgo
- Nella zona frontaliera nord della Lorena

#### Germania
- Nella zona frontaliera nord della Lorena
- Nella zona frontaliera est dell'Alsazia
- Nella zona est della Franca Contea

#### Svizzera
- Nella zona frontaliera sud dell'Alsazia
- Nella zona frontaliera est della Franca Contea
- Nella zona frontaliera nord del Rodano-Alpi

#### Italia
- Nella zona frontaliera costiera della Provenza-Alpi-Costa Azzurra

#### Spagna
- Nella zona frontaliera sud del Linguadoca-Rossiglione
- Nella zona frontaliera sud dei Midi-Pirenei
- Nella zona frontaliera sud dell'Aquitania